# Cheimas opalinus
Cheimas opalinus är en fjärilsart som beskrevs av Otto Staudinger 1897. Cheimas opalinus ingår i släktet Cheimas och familjen praktfjärilar. Inga underarter finns listade i Catalogue of Life.